# Lotus 72
Der Lotus 72 war ein von Colin Chapman und Maurice Philippe entworfener und gebauter Rennwagen, den das britische Formel-1-Team Lotus von 1970 bis 1975 einsetzte. Der Lotus 72 gilt als eines der erfolgreichsten Formel-1-Autos. Er wurde bis 1975 (Lotus 72E) eingesetzt und gewann 1974 noch drei Grands Prix mit Ronnie Peterson. Technologische Vorläufer des Lotus 72 waren der Turbinen-Lotus und der Allrad-Lotus 56B. Viele konstruktive Details wurden zum ersten Mal in der Formel 1 angewendet.

## Konstruktion
Die Verkleidung war keilförmig. Die Kühler saßen in den Seitenkästen, wo sie eine bessere Gewichtsverteilung ermöglichten. Das Monocoque wechselte in Höhe der Vorderachse in eine teilweise offene, blechverstärkte Rechteckrohrkonstruktion. Sie war notwendig, um die innenliegenden Vorderradbremsen zu erreichen. Die Bremsscheiben wurden durch die für den Wagen typischen kleinen Kamine entlüftet. Die Bremsen waren durch Wellen mit den Rädern verbunden – eine der Schwachstellen des Lotus 72, denn die Verbindung zwischen Bremsscheiben und Welle brach einige Mal und war der Auslöser für den tödlichen Unfall von Jochen Rindt.
Stoßdämpfer und die aus Platzgründen verwendeten Drehstabfedern lagen im Chassis. Die Stoßdämpfer waren über eine Zugstange mit den oberen Querlenkern verbunden. Die Querlenker waren dreieckförmig und aus Blech. Die oberen Querlenker lagen in der Neigung der Keilform, wodurch ein Anti-Dive-Effekt erzeugt wurde. Diese Anordnung bewährte sich nicht und wurde bald umgebaut.
Die Cockpitverkleidung bestand aus einer einteiligen Plexiglasverschalung, die auf das Chassis aufgelegt war.
Hinter dem Fahrer war zum ersten Mal der größte Teil des Tanks in der Mitte des Fahrzeugs untergebracht, eine Anordnung, die sich durchsetzte und bis heute beibehalten wurde.
Die erste Heckflügeleinheit, vom 49C übernommen, hatte drei gestaffelt angeordnete Flügel.
Insgesamt war der Lotus 72 eine für seine Zeit ungewöhnliche Konstruktion, bei der in vielen Bereichen Neuland betreten wurde. Viele konstruktive Details, insbesondere beim Fahrwerk, erwiesen sich als problematisch und mussten verändert werden.

## Rennhistorie
Der Lotus 72 gab sein Debüt 1970 beim Großen Preis von Spanien. Gefahren wurde er von Jochen Rindt und John Miles. Rindt gewann 1970 vier Grand-Prix-Rennen mit dem 72er, hatte aber wenig Vertrauen in das Auto. Er verunglückte beim Training zum Großen Preis von Italien tödlich und Colin Chapman sah sich erheblicher Kritik ausgesetzt. Auslöser des Unfalls war die bekannt kritische Verbindung zwischen Bremsscheibe und Halbachse. Der Nachfolger von Rindt, der Brasilianer Emerson Fittipaldi, siegte Ende 1970 beim Großen Preis der USA und sicherte damit Rindt posthum die Fahrer-WM und Lotus den Erfolg bei den Konstrukteuren.
Der Lotus 72 gewann 20 der 75 Rennen, in denen er eingesetzt wurde. Zu den beiden Titeln 1970 kamen auch 1972 beide Weltmeisterschaftswertungen, dazu 1973 auch die der Konstrukteure. Titelverteidiger Emerson Fittipaldi gewann drei Rennen, Nachwuchstalent Ronnie Peterson sogar vier, aber die beiden nahmen sich dabei gegenseitig die Punkte weg, sodass Stewart erneut Champion wurde und Fittipaldi zu McLaren wechselte.
1974 sollte der vielfach einstellbare Lotus 76 der Nachfolger werden, aber Lotus beschäftigte sich wieder mit zu vielem und setzte erneut den 72E ein, der nun eine breitere Spur hatte. Auch 1975 musste noch auf den 72 zurückgegriffen werden. Erst der Lotus 77 bewährte sich als Nachfolger.

## Galerie

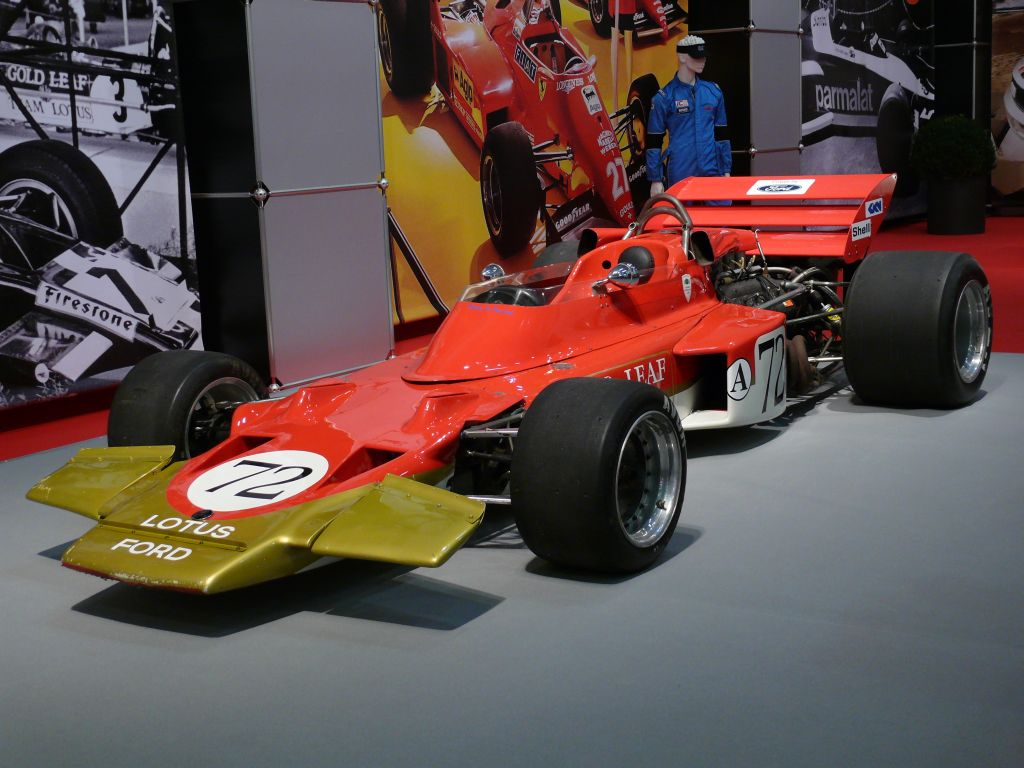
Lotus 72 in der Gold-Leaf-Lackierung (bis 1971)
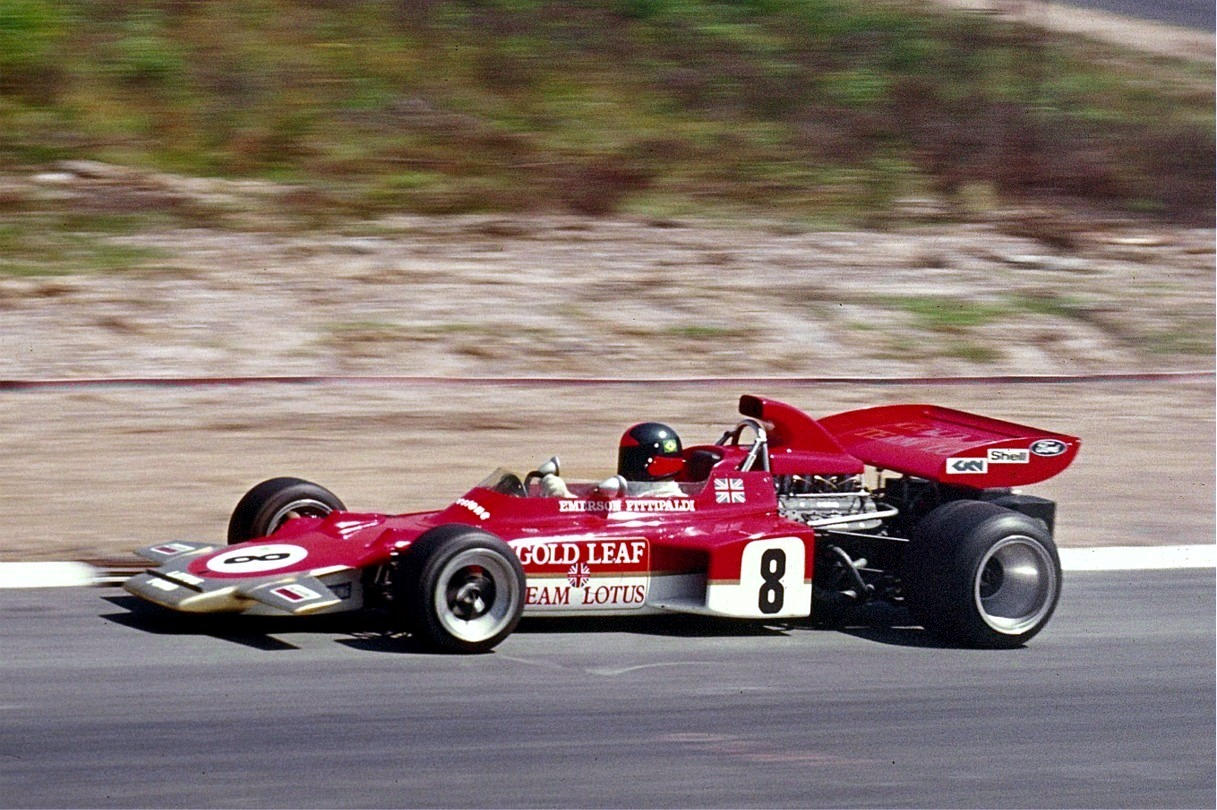
Emerson Fittipaldi im Lotus 72 in „Gold Leaf“-Farben beim Training zum Großen Preis von Deutschland 1971
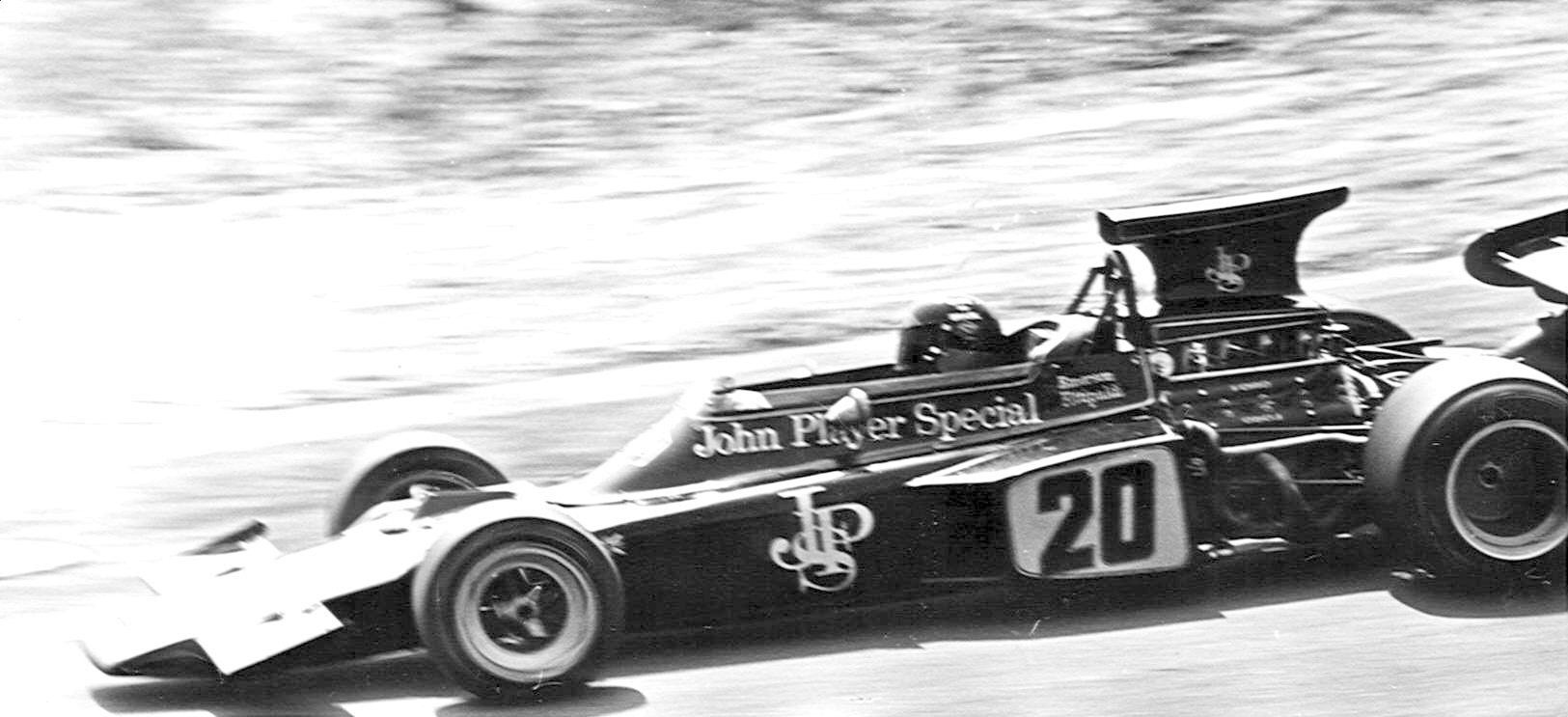
Fittipaldi im „John-Player-Special“ Lotus 72E 1973 auf dem Österreichring
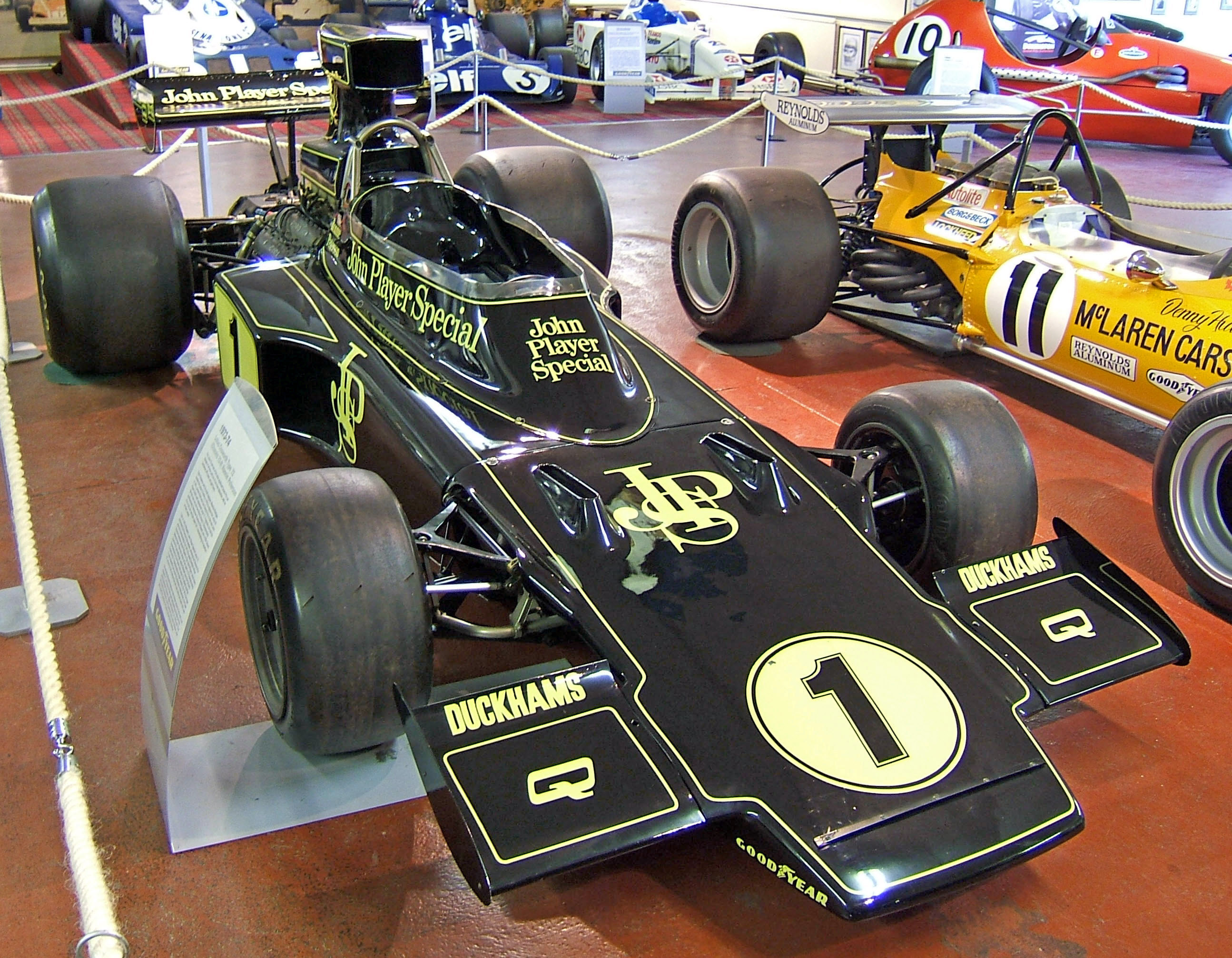
Die letzte Variante, Lotus 72E, von Ronnie Peterson